# Празеодимталлий
Празеодимталлий — бинарное неорганическое соединение, интерметаллид празеодима и таллия с формулой PrTl, кристаллы.

## Получение
- Сплавление стехиометрических количеств чистых веществ:

{\displaystyle {\mathsf {Pr+Tl\ {\xrightarrow {1260^{o}C}}\ PrTl}}}

## Физические свойства
Празеодимталлий образует кристаллы кубической сингонии, пространственная группа P m3m, параметры ячейки a = 0,3895 нм, Z = 1, структура типа хлорида цезия CsCl.
Соединение конгруэнтно плавится при температуре 1260 °C.